# 1er régiment de fusiliers motorisés de la Garde
Pour les articles homonymes, voir 1er régiment.
Le 1er régiment de fusiliers motorisés de la Garde (en russe : 1-й гвардейский мотострелковый полк, abrégé 1 гв. мсп), de son nom complet le 1er régiment de fusiliers motorisés de la Garde « Sebastopolskaïa » des ordres du Drapeau rouge et d'Alexandre Nevski nommé d'après le 60e anniversaire de l'URSS (en russe : 1-й гвардейский мотострелковый Севастопольский Краснознамённый, ордена Александра Невского полк имени 60-летия СССР), numéro d'unité militaire 31135, est une unité des forces terrestres russes.
L'unité fait partie de la 2e division de fusiliers motorisés de la Garde, basée à Kalininets (oblast de Moscou), dans le district militaire ouest.

## Historique
L'unité reprend les traditions du 1er régiment de fusiliers de la Garde (ru), unité soviétique de la Seconde Guerre mondiale.
En janvier 1954, le 1er régiment de fusiliers de la Garde — sur la base de la directive du commandant du district militaire de Moscou en date du 30 décembre 1953 — est réorganisé et renommé en 73e régiment mécanisé de la Garde (unité militaire numéro 61896), opérant au sein de la 23e division mécanisée de la Garde (2e formation).
Le 5 juin 1957, le 73e régiment mécanisé de la Garde — par directive du commandant du district militaire de Moscou du 26 mars 1957 — est transformé en 73e régiment de fusiliers motorisés, opérant toujours au sein de la 23e division. Par arrêté du ministre de la Défense de l'URSS n° 00147 du 17 novembre 1964, afin de préserver les traditions militaires, la 23e division de fusiliers motorisés de la Garde est rebaptisée 2e division de fusiliers motorisés de la Garde.
Par arrêté du ministère de la Défense soviétique n° 0229 du 17 décembre 1982, pour ses excellentes performances lors des exercices, le titre honorifique « nommé d'après le 60e anniversaire de l'URSS » lui est attribué.
En 1985, le régiment reçoit le fanion du ministre de la Défense de l'Union soviétique « Pour son courage et ses prouesses militaires ».
L'unité retourne à sa numérotation de la Seconde Guerre mondiale à partir du numéro précédent 73 en mai 1990, devenant ainsi le 1er régiment de fusiliers motorisés de la Garde.
Du 24 décembre 1999 au 3 mai 2000, le régiment participe à la seconde guerre de Tchétchénie. Ses soldats opèrent notamment dans la ville de Grozny et les localités de Goïty, Gikalovsky, Sanoï, Chatoï, Charo-Argoun, Argoun et Goudermes,.
En 2007, sa garnison est située dans le village de Kalininets. L'unité compte un effectif de 2 380 soldats et est équipé des armes suivantes : 31 chars T-80, 147 véhicules blindés de transport de troupes (146 BTR-80 et 1 BTR-70), 2 véhicules de combat d'infanterie BMP-2, 5 véhicules de reconnaissance de combat BRM-1K, 24 obusiers automoteurs 2S3 Akatsia de 152 mm, 1 véhicule de reconnaissance PRP-4, 2 véhicules de commandement des unités de défense aérienne PU-12, 1 véhicule de commandement et d'état-major R-145BM « Chaïka », 3 véhicules de reconnaissance du génie RKhM-4 (ru) et 2 véhicules pontonniers (1 MTU-55 et 1 MTU-20).
Le 15 mai 2009, lors de la réforme militaire de 2008-2009, le 1er régiment est dissous et son personnel transféré dans les unités d'état-major de la 5e brigade de fusiliers motorisés de la Garde « Tamanskaïa ».
L'unité est reformée le 4 mai 2013 sur ordre du ministre russe de la Défense Sergueï Choïgou. Cet ordre fait suite à l'intention du président russe Vladimir Poutine de « renforcer la continuité historique » des Forces armées russes en ressuscitant les noms des « unités et formations célèbres et légendaires des armées russe et soviétique »,.
Le 23 avril 2014, le régiment se voit attribuer une nouvelle bannière de bataille.
Avec les unités de la 2e division de fusiliers motorisés de la Garde, le régiment est impliqué dans l'invasion russe de l'Ukraine. Le 10 avril 2022, le commandant du régiment, le lieutenant-colonel Denis Mejouïev (ru), meurt au combat. Le 11 juillet 2022, le major Aleksandr Ananitchev (ru), commandant par intérim à la suite de la mort de Mejouïev, est également tué au combat. Celui-ci recevra à titre posthume le titre de héros de la fédération de Russie.
Des procureurs ukrainiens accusent un membre du régiment d'avoir volé des civils dans le village de Zhyhailivka, dans l'oblast de Soumy.